# 村瀬継弥
村瀬 継弥（むらせ つぐや、1956年4月18日 -）は、日本の小説家・推理作家。岐阜県岐阜市生まれ。早稲田大学第一文学部文芸科卒業。1995年、『藤田先生のミステリアスな一年』が東京創元社主催の第6回鮎川哲也賞佳作となりデビューした（受賞は北森鴻、もう1人の佳作は佐々木俊介）。
デビューの2年前に短編「藤田先生と人間消失」が鮎川哲也選の公募アンソロジー『本格推理』に採用され、日本推理作家協会が選ぶ『1994年版 推理小説年鑑 推理小説代表作選集』にも収録された。
また、デビュー4年前の1991年には、「藤田先生の婚約」が、桃園書房主催の第14回小説CLUB新人賞の佳作となっている。
本格ミステリ作家クラブ会員だったが、2022年、本人都合により退会となった。

## 作品リスト
単行本
- 藤田先生のミステリアスな一年 （東京創元社、1995年9月）ISBN 978-4-488-02346-1 - 第6回鮎川哲也賞佳作
- 水野先生と三百年密室 （立風書房、1997年7月）ISBN 978-4651660752
- 相手を不幸にしない会話 ―ユーモア・ショートショート40 （うなぎ書房、2000年10月）ISBN 978-4901174060 - 40編のショートショート集

ライトノベル
- 青空の下の密室 ―着流し探偵事件帖 （富士見ミステリー文庫、富士見書房、2001年8月）ISBN 978-4829161340
- 白いブランコの鎮魂曲 ―着流し探偵事件帖 （富士見ミステリー文庫、富士見書房、2002年3月）ISBN 978-4829161562
- 僕の推理とあの子の理屈 （角川スニーカー文庫、角川書店、2002年7月）ISBN 978-4044280017

アンソロジー、リレー小説
- 新世紀「謎」倶楽部（しんせいきミステリーくらぶ） （角川書店、1998年8月）ISBN 978-4048731164
  - 「藤田先生、指一本で巨石を動かす」収録
  - 愛川晶、芦辺拓、歌野晶午、北森鴻、谺健二、小森健太朗、篠田真由美、柴田よしき、二階堂黎人、西澤保彦、村瀬継弥による短編集。
- 贋作館事件 （芦辺拓編、原書房、1999年8月）ISBN 978-4562032228
  - 「ミス・マープルとマザーグース事件」収録
  - 芦辺拓、北森鴻、小森健太朗、斎藤肇、柄刀一、二階堂黎人、西澤保彦、村瀬継弥による、名探偵物のパスティーシュ短編集。
- 堕天使殺人事件 （角川書店、1999年9月）ISBN 978-4048731805
  - 「第五章 堕天使、空を飛ぶ」を担当。
  - 二階堂黎人、柴田よしき、北森鴻、篠田真由美、村瀬継弥、歌野晶午、西澤保彦、小森健太朗、谺健二、愛川晶、芦辺拓（執筆順）によるリレー小説。

その他短編
- 光文社文庫の公募アンソロジー『本格推理』（鮎川哲也編、光文社文庫）収録作品
  - 藤田先生と人間消失 - 『本格推理1 新しい挑戦者たち』（1993年4月）
    - 『1994年版 推理小説年鑑 推理小説代表作選集』（日本推理作家協会編、講談社、1994年6月）に収録
    - 『殺人前線北上中 ミステリー傑作選32』（日本推理作家協会編、講談社文庫、1997年4月）に収録

  - 鎧武者の呪い - 『孤島の殺人鬼 本格推理マガジン』（1995年12月）
  - 暖かな病室 - 『本格推理13 幻影の設計者たち』（1998年11月）
  - 教授の色紙 - 『本格推理14 密室の数学者たち』（1999年6月）
- 東京創元社の『創元推理』収録作品
  - 白い怪物のいる奥座敷 - 『創元推理』10 1995年秋号（1995年9月）
  - 藤田先生のマジカル修学旅行 - 『創元推理』11 1995年冬号（1995年12月）